# Giovanni Ferrantes
Giovanni Ferrantes (Trani, 7 novembre 1903 – Milano, 26 giugno 1995) è stato uno scacchista, dirigente sportivo, giornalista e arbitro internazionale di scacchi italiano.

## Biografia
Vinse il campionato della Lombardia nel 1931 e nel 1933 conquistò il titolo di Maestro nel torneo nazionale Padulli di Milano. In seguito partecipò a diversi tornei con buoni risultati, tra i quali il 3º-5º posto nel torneo di Firenze del 1951. Arbitro internazionale, diresse centinaia di tornei sia in Italia che all'estero.
Giovanni Ferrantes è però noto soprattutto per la sua notevole opera organizzativa e amministrativa. Fu tra i soci fondatori della Federazione Scacchistica Italiana e ne fu segretario per diversi anni a partire dal 1958. Segretario della Società Scacchistica Milanese dal 1930 al 1937, ne fu direttore tecnico dal 1938 al 1962. Nel 1951 fondò l'A.S.I.G.C. (Associazione scacchistica italiana giocatori per corrispondenza). Fu direttore ed editore per un lungo periodo de L'Italia Scacchistica a partire dal 1946. Fu inoltre redattore delle rubriche scacchistiche di importanti riviste, tra cui La Settimana Enigmistica, L'Illustrazione Italiana (dal 1933 al 1956) e il Tempo (dal 1963).
Nel 1957 Ferrantes giocò due partite con Michail Tal' durante un incontro a squadre amichevole Italia-URSS. Il divario di forze rese il risultato abbastanza scontato, ma vengono riportate di seguito assieme a due sue vittorie.

## Alcune partite di Giovanni Ferrantes
- Sacconi - Ferrantes, Mem. Padulli Milano 1933, difesa Ortodossa D63, 0-1, su chessgames.com.
- Romi - Ferrantes, Milano Crespi 1938, partita indiana A$7, 0-1, su chessgames.com.
- Tal - Ferrantes, incontro amichevole Italia-URSS 1957, Siciliana B32, 1-0, su chessgames.com.
- Ferrantes - Tal, incontro amichevole Italia-URSS 1957, Est-indiana E60, 0-1, su chessgames.com.